# Tandloze korfslak
De tandloze korfslak (Columella edentula) is een slakkensoort uit de familie van de Truncatellinidae. De wetenschappelijke naam van de soort werd in 1805 voor het eerst geldig gepubliceerd door Jacques Draparnaud.

## Kenmerken
Het slakkenhuisje van de tandloze korfslak is 2,5 tot 3 mm hoog en 1,3 tot 1,5 mm breed. Het is conisch-cilindrisch, afnemend tot een plat-conische en afgeronde top. Het heeft 5 'tot 6' licht convexe windingen die van elkaar worden gescheiden door een ondiepe hechtdraad. Het is mat geelbruin of licht hoornbruin, het oppervlak is glanzend en slechts vaag fijn gestreept. Op de eerste windingen wordt af en toe een gaasachtige vlek waargenomen. De schaal is dun en doorschijnend. De laatste winding neemt meer toe dan de middelste windingen. De mond is elliptisch afgerond, aan de bovenkant bijna recht afgeplat en daarom slechts iets hoger dan breed. De snuitrand is eenvoudig en breekbaar en alleen gebogen in het spilgebied. Deze bedekt de naaldvormige navel bijna volledig. Het zachte lichaam is licht; de onderste tentakels ontbreken.

### Vergelijkbare soorten
Het huisje van de tandloze korfslak lijkt sterk op dat van de ruwe korfslak (Columella aspersa). Bij de ruwe korfslak is de top van de schelp spitser, maar ook meer ingedrukt; wat wil zeggen hij is iets lager met iets grotere breedte en ook is hij wat lichter van kleur.

## Verspreiding en leefgebied
Het verspreidingsgebied van deze soort strekt zich uit van Europa (waarschijnlijk zijn alleen de meest noordelijke en zuidelijke delen uitgesloten) tot Oost-Azië (Kamtsjatka) en het noorden van Noord-Amerika. Op het Balkanschiereiland komt het nog steeds voor in het noorden van Albanië en Bulgarije. Verder naar het oosten is het gedocumenteerd tot aan de Kaukasus. In Zwitserland werd het gevonden tot een hoogte van 2300 meter, in Bulgarije tot 1500 meter boven zeeniveau.
De soort leeft bij voorkeur in vochtige tot natte biotopen in moerassen, bossen, struiken, alluviale bossen, aan beekoevers en waterranden met sterke vegetatie. Hier zijn de dieren vaak te vinden in de vochtige delen aan de onderzijde van de moesdistel (Cirsium oleraceum), wijfjesvaren (Athyrium filix-femina), zilverkruid (Dryas octopetala), wit hoefblad (Petasites albus), witte rapunzel (Phyteuma spicatum) en knolspirea (Filipendula vulgaris). Later in het jaar zijn ze vaker te vinden in bladafval en onder droog plantaardig materiaal. Ze hebben kalkrijke grond nodig en verdragen het uitdrogen van de biotoop niet.